# 観音 (広島市)
観音（かんおん）は、広島市西区に位置する地区である。

## 地理
広島県を流れる太田川の河口部に位置していて、太田川放水路と天満川に挟まれた中洲である。

## 隣接している地区
北側…西区天満町、西区福島町
南側…広島湾
西側…太田川放水路を挟んで西区庚午
東側…天満川を挟んで中区江波（えば）地区、中区舟入地区、中区小網町

## 歴史
古名は「新蔵新開」と称し、慶長の初年に開発され、同17年に観音堂を創建したことにより「観音村」と改称した。『芸藩通志』には52戸、395人とある。
1882年（明治15年）1月、観音沖新開60町5反9畝11歩及び同介在沽券地2畝25歩を合併し、1916年（大正5年）7月1日より村を改め町となった。

## 地名

### 地名の由来
「観音（かんおん）」という地名は東観音町にある寺院、「観音院（かんのんいん）」からきている。

### 住居表示
- 観音町（かんおんまち）
- 西観音町（にしかんおんまち）
- 東観音町（ひがしかんおんまち）
- 観音本町1･2丁目(かんおんほんまち)
- 南観音町（みなみかんおんまち）
- 南観音1〜8丁目（みなみかんおん）
- 観音新町1〜4丁目（かんおんしんまち）

## 施設

### 公共施設
- 広島西警察署観音町交番（観音本町一丁目） - 福島町〜南観音町までを管轄する。

- 広島西警察署観音新町交番（観音新町二丁目） - 南観音町〜観音新町までを管轄する。

- 広島西税務署（観音新町）

- 広島陸運局（観音新町）

### 宗教施設
- 観音院[3]（東観音町） - 観音の由来。

### 工場
- 三菱重工業広島製作所観音工場（観音新町） - 広島ヘリポートの東側にある。

かつて存在した工場
- 児門醤油工場 - 開業年月は1893年（明治26年）3月[4]。生産品目は亜麻仁油[4]。代表者は児門良兵衛[4]。

## 産業
- 主な産業として、観音ネギが有名。

## 祭り・行事
- ひろしまバスまつり - 10月に広島陸運局にて行われていた。

平成19年は広島市中小企業会館（広島市西区商工センター）にて開催

## 教育機関
- 広島県立広島観音高等学校（南観音町） - サッカーの強豪校。
- 山陽高等学校（観音新町）
- 広島市立観音中学校（南観音）
- 広島市立観音小学校
- 広島市立南観音小学校

## 公園

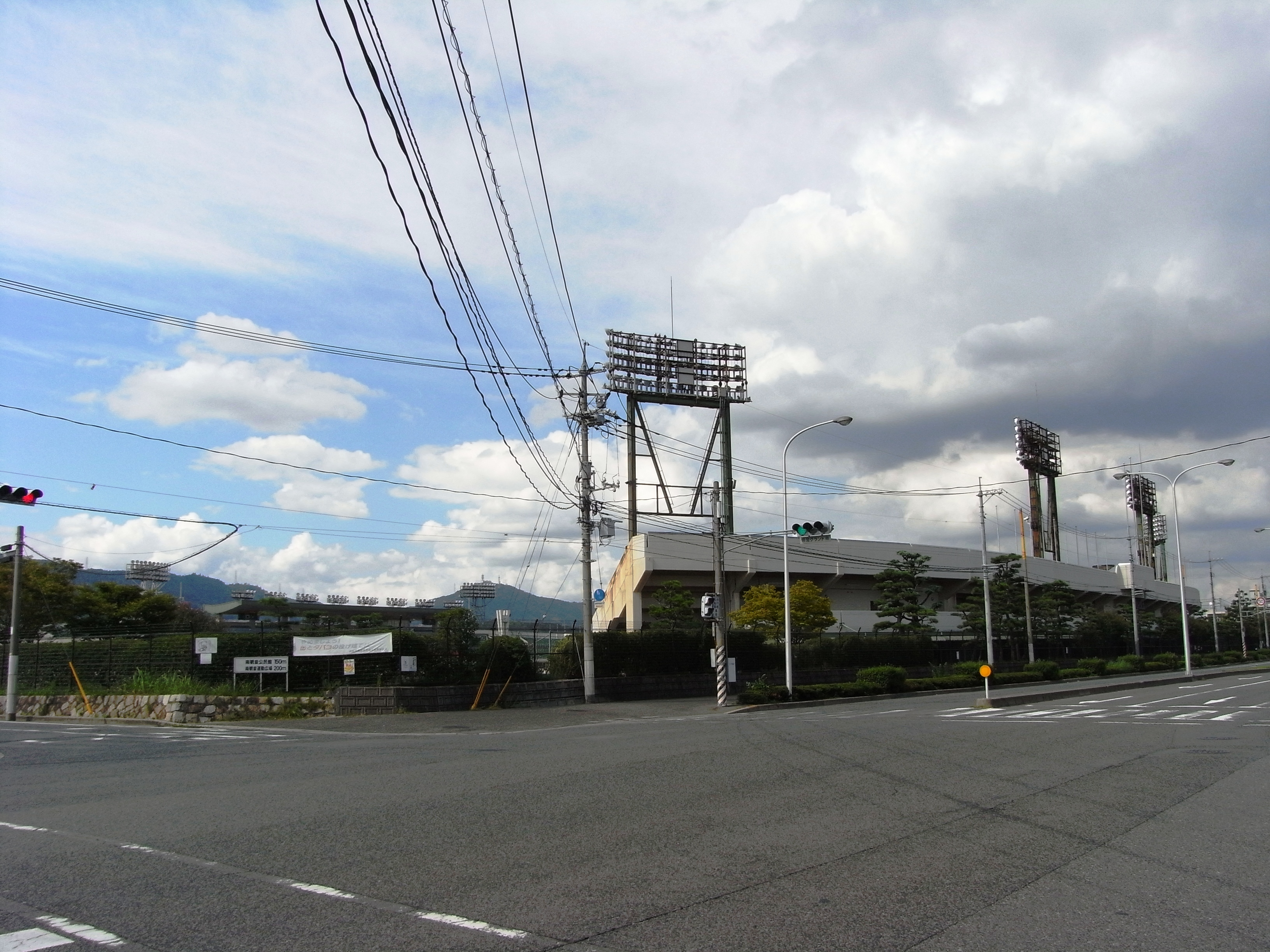
広島県総合グランドメインスタジアム

- 広島県総合グランド - 陸上競技場・野球場・ラグビー場などがある運動公園。
  - 広島県総合グランドメインスタジアム
  - 広島県総合グランド補助競技場
  - 広島県総合グランドラグビー場
  - 広島県総合グランド野球場 - 広島カープの初代本拠地。
  - 広島県総合グランド運動場

## 交通
- ヘリポート
  - 広島ヘリポート - かつての広島西飛行場、さらにさかのぼれば、かつての広島空港。観音のメインストリートである広島県道262号南観音観音線の別名「空港通り」はこれに由来する。

### 鉄道

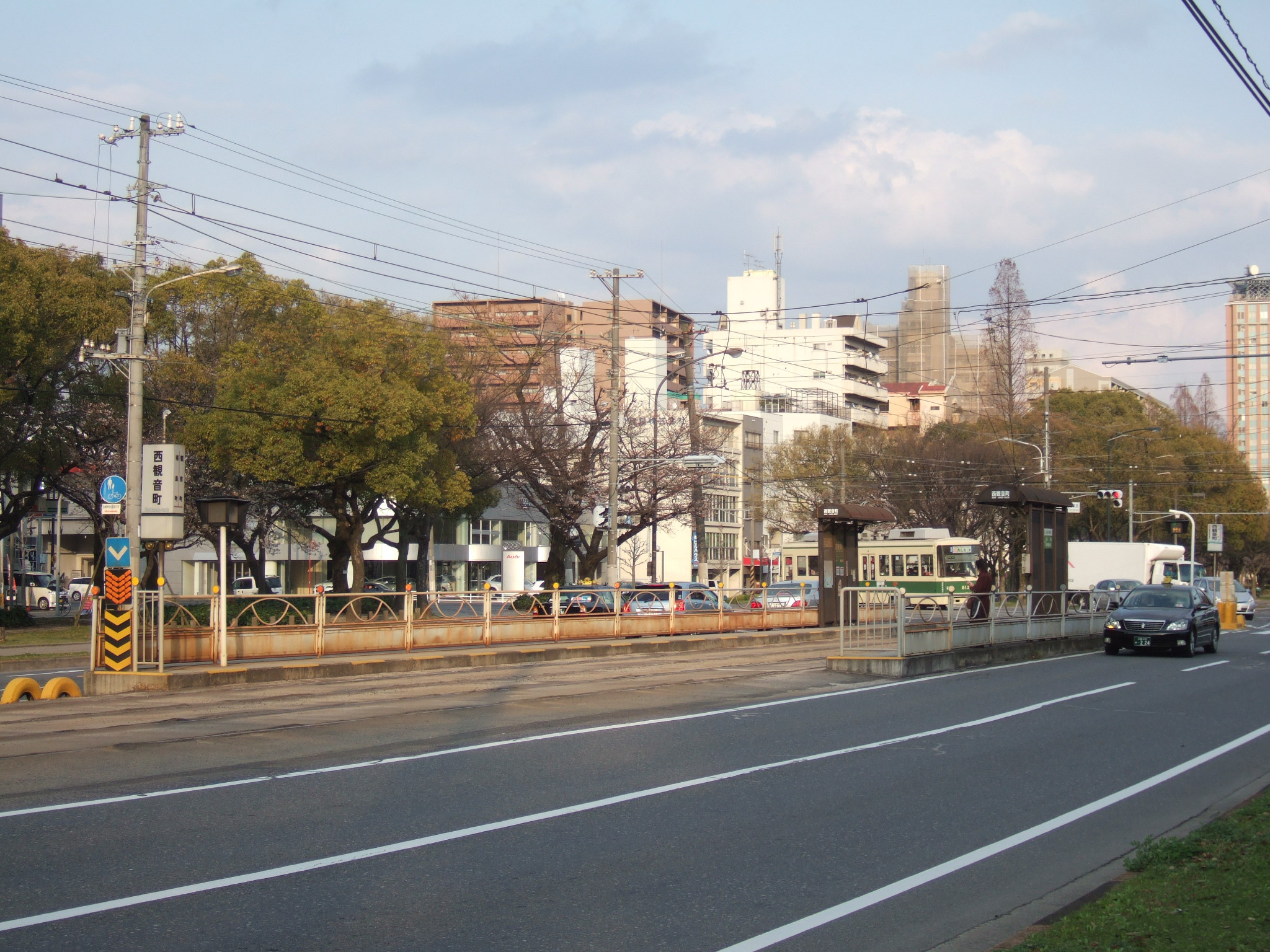
西観音町電停

広島電鉄本線に2号線（広電宮島口駅 - 広電西広島駅 - 観音町 - 紙屋町 - 広島駅）と3号線（広電西広島駅 - 観音町 - 紙屋町西 - 広電本社前）が乗り入れている。
- 広島電鉄本線
  - （広電宮島口駅方面 - 広電西広島（己斐）駅 - 福島町） - 西観音町停留場 - 観音町停留場 - 天満町停留場 - （小網町 - 土橋 - 十日市町 - 横川駅方面 / 紙屋町方面・八丁堀・広島駅方面 / 広電本社前方面）
  - このうち、観音町電停と天満町電停は天満町との境界にある

### バス路線
観音地区を南北に縦断する広電バスの3号線（8号線）と、観音地区を東西に横断する広島バスの25号線・50号線（201,202号）、広電バスの54,55号線が運行されている。
- 3号線（広電バス）
  - （観音マリーナ ←）山陽学園前 - 観音新町4丁目 - 観音三菱前 - 観音新町3丁目 - 総合グランド入口 - 西税務署入口 - 南観音7丁目 - 南観音小学校前 - 南観音3丁目 - 旭橋入口 - 観音本町 - 新観音橋西 - （舟入本町・加古町・市役所前・紙屋町・八丁堀・広島駅方面）
- 8号線（広電バス）
  - （観音マリーナ ←）山陽学園前 - 観音新町4丁目 - 観音三菱前 - 観音新町3丁目 - 総合グランド入口 - 西税務署入口 - 南観音7丁目 - 南観音小学校前 - 南観音3丁目 - 旭橋入口 - 観音小学校前 - 西観音町 - （天満町・中広・横川駅前方面）
- 25号 草津線（広島バス）
  - （アルパーク・庚午住宅入口・己斐 西広島駅方面 - 西区役所前） - 緑大橋西詰 - （平和記念公園・紙屋町・八丁堀・広島駅方面）
- 50号 東西線（広島バス）
  - （アルパーク・庚午住宅入口方面） - 観音新町2丁目 - 観音新町1丁目 - （舟入南・吉島西・御幸橋・広島駅方面）
- 54,55号 西広島バイパス線 市役所前経由（広電バス）
  - （西広島バイパス・旭橋西方面） - 旭橋入口 - 観音本町 - 新観音橋西 - （舟入本町・加古町・市役所前・広島バスセンター方面）
- 201,202号 西風みなとライン（広島バス） 土日祝日に運行。アルパークでジアウトレット広島方面へ乗り継ぎ可。
  - （アルパーク・庚午住宅入口方面） - 観音新町2丁目 - 観音新町1丁目 - （舟入南・吉島西・ベイシティ宇品・広島港桟橋方面）

昼間時間帯における1時間あたりの運行本数は、3号線が6本、25号線が4本、50号線が2本、54,55号線が2-5本前後。

## 道路
- 広島県道262号南観音観音線
- 広島市道霞庚午線
- 広島市道吉島観音線
- 広島市道駅前観音線
- 観音橋 (広島市)
- 広島南道路
  - 広島高速3号線
    - 観音出入口
    - 太田川大橋

## 店
- 大型ショッピングモール
  - 広島マリーナホップ (観音新町)
- スーパー
  - スパーク観音店（南観音）
  - ピュアークック観音店（南観音）

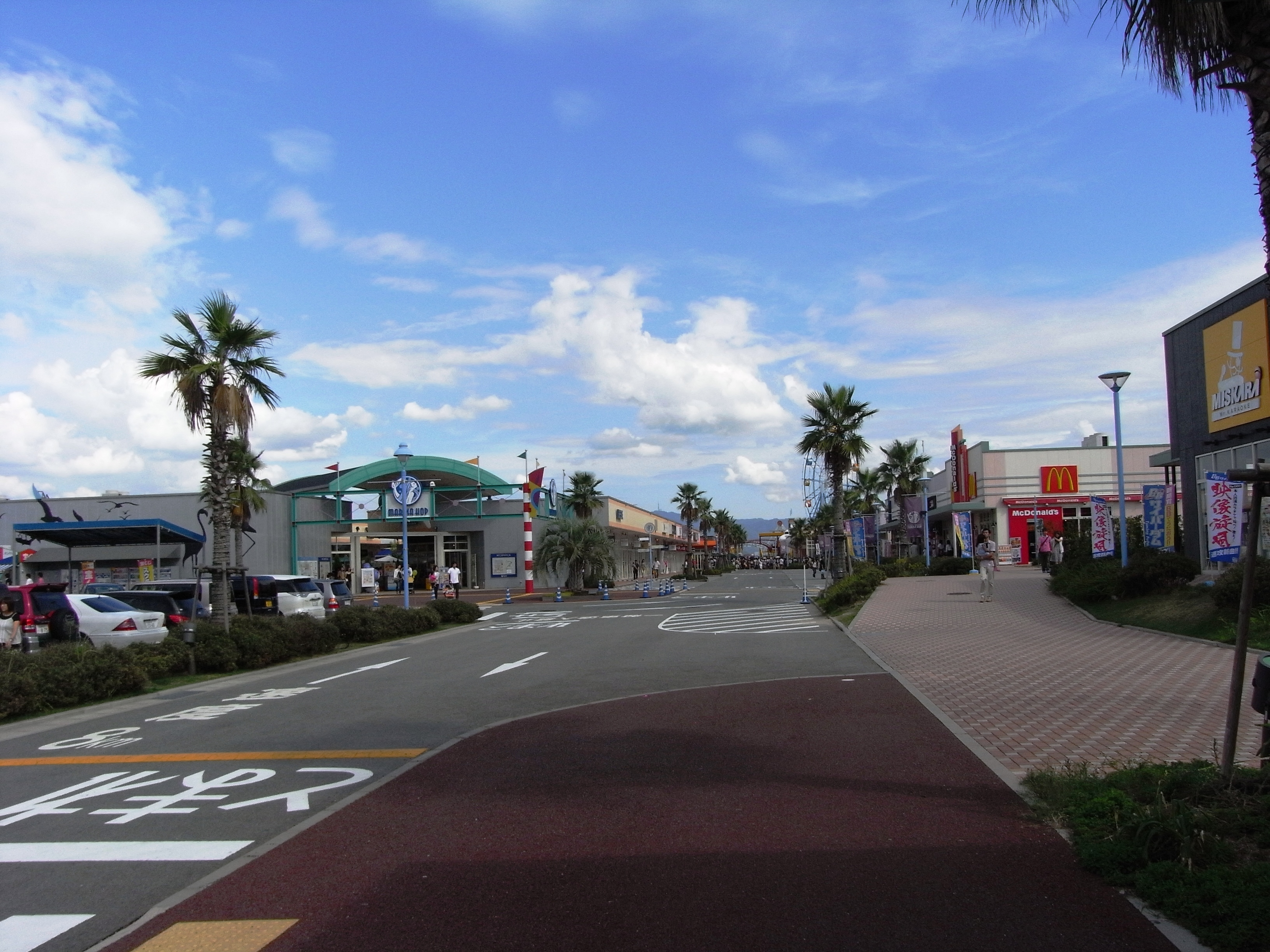
マリーナホップ

  - ハローズ観音新町店（観音新町）2023年2月オープン予定[7]
  - マルシェー観音店（南観音）ほか

- コンビニ
  - ローソン観音新町店（観音新町）ほか

- ドラッグストア
  - ウォンツ観音店（南観音）　ほか
  - メディコ21南観音店（南観音）

- 飲食店
  - ラーメン
    - すずめ　ほか

## 出身有名人
- 木庭教 - プロ野球スカウト。
- 金光興二 - アマチュア野球選手、指導者。
- 寺本進 - セパタクロー選手。
- 真矢ミキ - 女優。
- 古川久吉[8] - 大地主、醸造家、実業家、資産家。
- 平野博昭 - 政治家、第70代広島市議会議長。